# Yusuke Suzuki (atleta)
Yusuke Suzuki (en japonés: 鈴木雄介, Suzuki Yusuke, Yokohama, 2 de enero de 1988) es un deportista japonés que compite en atletismo, especialista en la disciplina de marcha. Ganó una medalla de oro en el Campeonato Mundial de Atletismo de 2019, en la prueba de 50 km marcha.

## Palmarés internacional
| Campeonato Mundial | Campeonato Mundial | Campeonato Mundial | Campeonato Mundial |
| Año                | Lugar              | Medalla            | Prueba             |
| ------------------ | ------------------ | ------------------ | ------------------ |
| 2019               | Doha (Catar)       | Medalla de oro     | 50 km marcha       |